# The Harlem Alhambra

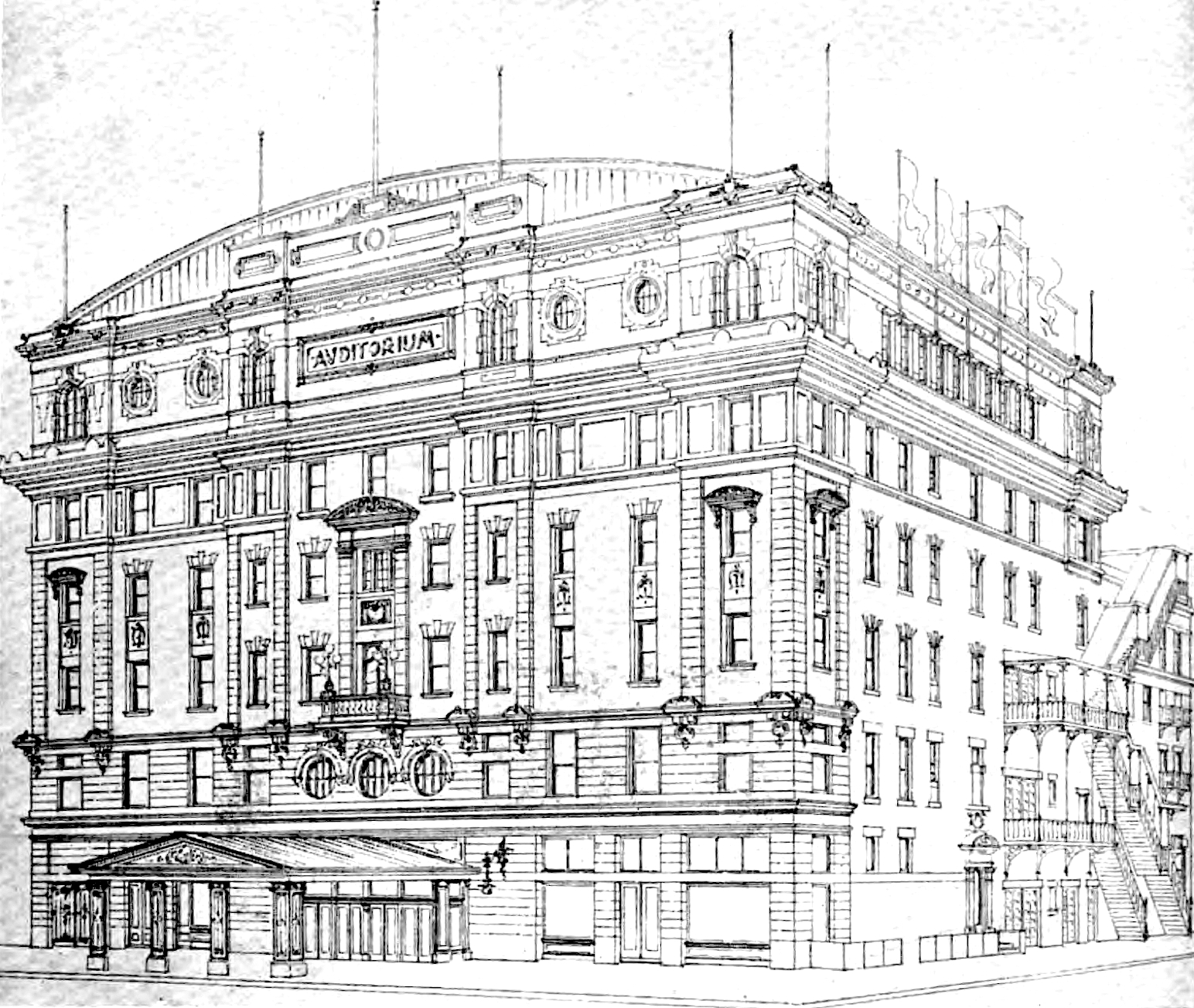
Dessin du Harlem Alhambra de John B. McElfatrick

The Harlem Alhambra est un théâtre situé à Harlem (New-York), construit en 1905, tout d'abord utilisé comme théâtre de music-hall et dont le bâtiment existe toujours. L'architecte en est John Bailey McElfatrick (1829–1906), basé à Manhattan, fondateur du  cabinet d'architecte John B. McElfatrick & Sons, à l'origine de la construction de cent théâtres.

## Plan
Le plan initial prévoyait un ratskeller (en) (bar situé au rez-de-chaussée ou à proximité d'une mairie), qui devait être une reproduction du Brunheil Rathskeller à Leipzig, un music-hall, un jardin sur le toit et des appartements destinés à l'habitation.

## Ouverture initiale
Les premiers propriétaires l'ouvrent en 1903 ; en raison d'un litige, l'ouverture est seulement partielle. Pendant le procès, the Orpheum Amusement Company, dont Percy G. Williams (1857–1923) est le président, achète la propriété. Quand il ouvre le théâtre le 15 mai 1905, la capacité est de 1 650 places.

## La période du jazz
Le théâtre s'équipe en 1929 d'une salle de bal qui accueille des musiciens, parmi lesquels des chanteuses comme Bessie Smith et Billie Holiday.

## Utilisation contemporaine
La salle de bal tombe en ruine dans les années 60, mais rouvre en 2003 sous le nom de The Alhambra Ballroom, Inc. (Willie Mae Scott, CEO), et accueille des mariages, fêtes et autre évènements sociaux. En 2006, Harlem Lanes, un centre de bowling, ouvre aux troisième et quatrième étages. Le propriétaire en est Harlem Bowling Center LLC (Sharon Jones, CEO). Parmi les autres locataires se trouve la Grande Loge maçonnique King Salomon de New-York. En juin 2009, un nouveau restaurant - le Gospel Uptown (propriété de Joseph H. Holland) - ouvre au rez-de-chaussée, remplaçant un restaurant de fruits de mer ouvert pendant une courte période, le Pier 2110.

## Localisation
L'immeuble se trouve au 2116 Adam Clayton Powell Jr. Boulevard (Septième Avenue) dans la 126e rue à Harlem. Mitchell Enterprises, Inc. est propriétaire de l'immeuble depuis 2011.

## Sources
- (en) Cet article est partiellement ou en totalité issu de l’article de Wikipédia en anglais intitulé « The Harlem Theatre » (voir la liste des auteurs).